# Karate ai Giochi mondiali 2025
Le competizioni di karate ai Giochi mondiali 2025 si sono svolte tra l'8 e il 9 agosto 2025 al Jianyang Cultural and Sports Centre Gymnasium di Chengdu, in Cina.

## Podi

### Uomini
| Specialità               | Oro                          | Argento                   | Bronzo                           |
| Kata (dettagli)          | Kakeru Nishiyama Giappone    | Ariel Torres Stati Uniti  | Alessio Ghinami Italia           |
| Kumite 60 kg (dettagli)  | Eray Şamdan Turchia          | Hiromu Hashimoto Giappone | Christos-Stefanos Xenos Grecia   |
| Kumite 67 kg (dettagli)  | Said Oubaya Marocco          | Yugo Kozaki Giappone      | Abdelrahman Al-Masatfa Giordania |
| Kumite 75 kg (dettagli)  | Enzo Berthon Francia         | Yusei Sakiyama Giappone   | Abdalla Abdelaziz Egitto         |
| Kumite 84 kg (dettagli)  | Mohammad Al-Jafari Giordania | Ivan Kvesić Croazia       | Rikito Shimada Giappone          |
| Kumite +84 kg (dettagli) | Ryzvan Talibov Ucraina       | Anđelo Kvesić Croazia     | Saleh Abazari Iran               |

### Donne
| Specialità               | Oro                    | Argento                       | Bronzo                |
| Kata (dettagli)          | Grace Lau Hong Kong    | Maho Ono Giappone             | Paola García Spagna   |
| Kumite 50 kg (dettagli)  | Sara Bahmanyar Iran    | Moldir Zhangbyrbay Kazakistan | Ema Sgardelli Croazia |
| Kumite 55 kg (dettagli)  | Mia Bitsch Germania    | Anzhelika Terliuga Ucraina    | Valentina Toro Cile   |
| Kumite 61 kg (dettagli)  | Gong Li Cina           | Sarara Shimada Giappone       | Noursin Ali Egitto    |
| Kumite 68 kg (dettagli)  | Elena Quirici Svizzera | Irina Zaretska Azerbaigian    | Tsubasa Kama Giappone |
| Kumite +68 kg (dettagli) | Johanna Kneer Germania | María Torres Spagna           | Clio Ferracuti Italia |

## Medagliere
| Posiz. | Nazione     | Oro | Argento | Bronzo | Totale |
| ------ | ----------- | --- | ------- | ------ | ------ |
| 1      | Germania    | 2   | 0       | 0      | 2      |
| 2      | Giappone    | 1   | 5       | 2      | 8      |
| 3      | Ucraina     | 1   | 1       | 0      | 2      |
| 4      | Iran        | 1   | 0       | 1      | 2      |
| 4      | Giordania   | 1   | 0       | 1      | 2      |
| 6      | Cina        | 1   | 0       | 0      | 1      |
| 6      | Francia     | 1   | 0       | 0      | 1      |
| 6      | Hong Kong   | 1   | 0       | 0      | 1      |
| 6      | Marocco     | 1   | 0       | 0      | 1      |
| 6      | Svizzera    | 1   | 0       | 0      | 1      |
| 6      | Turchia     | 1   | 0       | 0      | 1      |
| 12     | Croazia     | 0   | 2       | 1      | 3      |
| 13     | Spagna      | 0   | 1       | 1      | 2      |
| 14     | Azerbaigian | 0   | 1       | 0      | 1      |
| 14     | Kazakistan  | 0   | 1       | 0      | 1      |
| 14     | Stati Uniti | 0   | 1       | 0      | 1      |
| 17     | Egitto      | 0   | 0       | 2      | 2      |
| 17     | Italia      | 0   | 0       | 2      | 2      |
| 19     | Cile        | 0   | 0       | 1      | 1      |
| 19     | Grecia      | 0   | 0       | 1      | 1      |
| Totale | Totale      | 12  | 12      | 12     | 36     |